# إدوارد لينكولن أبيل
إدوارد لينكولن أبيل (بالإنجليزية: Edward Lincoln Abel)‏ هو محامي وسياسي أمريكي، ولد في 17 نوفمبر 1860 في سبرينغفيلد في الولايات المتحدة، وتوفي في 5 ديسمبر 1926. حزبياً، نشط في الحزب الجمهوري.